# Описовий метод
Описовий метод використовується для опису характеристик популяції або явища, що вивчається. Він не відповідає на питання про те, як/коли/чому виникли характеристики. Скоріше це стосується питання «що» (які характеристики сукупності чи ситуації, що вивчається?). Характеристики, що використовуються для опису ситуації або сукупності, зазвичай є певною категоріальною схемою, також відомою як описові категорії. Наприклад, періодична таблиця класифікує елементи. Вчені використовують знання про природу електронів, протонів і нейтронів, щоб розробити цю категоріальну схему. Тепер ми сприймаємо як належне періодичну таблицю, але для її розробки знадобилося описове дослідження. Описове дослідження зазвичай передує пояснювальному дослідженню. Наприклад, з часом опис елементів періодичної таблиці дозволив вченим пояснити хімічну реакцію та зробити обґрунтований прогноз, коли елементи поєднуються.
Отже, описове дослідження не може описати, що викликало ситуацію. Таким чином, описове дослідження не може бути використане як основа причинно-наслідкового зв'язку, коли одна змінна впливає на іншу. Іншими словами, можна сказати, що описові дослідження мають низькі вимоги до внутрішньої валідності.
Опис використовується для частоти, середнє та інших статистичних обчислень. Часто найкращим підходом перед написанням описового дослідження є проведення опитування. Якісне дослідження часто має на меті «опис», і дослідники можуть продовжити дослідження того, чому існують спостереження і які наслідки результатів.

## Суспільствознавчі дослідження
Крім того, концептуалізація описового дослідження (категоризація або таксономія) передує гіпотезам пояснювального дослідження. (Для обговорення того, як основна концептуалізація пошукового дослідження, описове дослідження та пояснювальне дослідження поєднуються разом, див.: Концептуальна основа.) 

## Описова наука
Описова наука — це категорія науки, що включає описові дослідження; тобто спостереження, запис, опис і класифікація явищ. Описове дослідження іноді протиставляється дослідженню, орієнтованому на гіпотезу, яке зосереджено на перевірці конкретної гіпотези за допомогою експериментування.
Девід Грімальді і Майкл С. Енджел припускають, що описова наука в біології в даний час недооцінена і розуміється неправильно:
«Описовий» у науці є принизливим, якому майже завжди передує «просто» і зазвичай застосовується до низки класичних -ологій та -омій: анатомії, археології, астрономії, ембріології, морфології, палеонтології, систематики, ботаніки, картографії, стратиграфії. , а також різних дисциплін зоології, щоб назвати деякі. [...] По-перше, організм, об’єкт чи речовина описуються не у вакуумі, а скоріше в порівнянні з іншими організмами, об’єктами та речовинами. [...] По-друге, описова наука — це не обов’язково низькотехнологічна наука, а високі технології — не обов’язково кращі. [...] Нарешті, теорія настільки хороша, наскільки добре те, що вона пояснює, і докази (тобто описи) її підтверджують.
Негативне ставлення вчених до описової науки не обмежується лише біологічними дисциплінами: Відома цитата Лорда Резерфорда: «Вся наука — це або фізика, або колекціонування марок», показує чітке негативне ставлення до описової науки, і відомо, що він зневажливо ставився до астрономії, яка на початку 20 століття все ще збирала переважно описові дані про зірки, туманності та галактики і лише починала розвивати задовільну інтеграцію цих спостережень у рамках фізичного закону, наріжного каменю філософії фізики.

## Описова наука та наука про дизайн
Ілкка Ніінілуото використовував терміни «описова наука» та «наука про дизайн» як оновлену версію відмінності між фундаментальними та прикладними науками. Згідно Ніінілуото, описові науки – це ті, які прагнуть описати реальність, тоді як науки про дизайн шукають корисні знання для людської діяльності.